# Варзеа-Гранди (Мату-Гросу)
Варзеа-Гранди (порт. Várzea Grande) — город и муниципалитет в Бразилии, входит в штат Мату-Гросу. Составная часть мезорегиона Юго-центральная часть штата Мату-Гроссу. Входит в экономико-статистический микрорегион Куяба. Население составляет 230 466 человек на 2007 год. Занимает площадь 938,057 км². Плотность населения — 245,6 чел./км².

## История
Город основан 15 мая 1867 года.

## Статистика
- Валовой внутренний продукт на 2004 год составляет 1 226 697 000,00 реалов (данные: Бразильский институт географии и статистики).
- Валовой внутренний продукт на душу населения на 2004 год составляет 5055,00 реалов (данные: Бразильский институт географии и статистики).
- Индекс развития человеческого потенциала на 2000 год составляет 0,790 (данные: Программа развития ООН).

## География
Климат местности: тропический. В соответствии с классификацией Кёппена, климат относится к категории Awf.